# 압축인자
압축인자(壓縮因子)는 실제 기체의 부피를 이상기체의 부피로 나눈것이다.
압축인자는 실제 기체와 이상 기체 거동의 편차를 설명한다. 단순히 동일한 온도와 압력에서 이상 기체의 몰 부피에 대한 기체의 몰 부피의 비율로 정의된다. 이것은 실제 기체 거동을 설명하기 위해 이상 기체 법칙을 수정하는 데 유용한 열역학적 특성이다. 일반적으로 이상적인 거동으로부터의 편차는 기체가 상변화에 가까울수록, 온도가 낮을수록 또는 압력이 높을수록 더 커진다. 압축인자 값은 일반적으로 화합물 특정 실험 상수를 입력으로 사용하는 비리얼(virial) 방정식과 같은 상태 방정식(EOS)에서 계산하여 얻는다. 둘 이상의 순수한 기체(예: 공기 또는 천연 가스)의 혼합물인 기체의 경우 압축률을 계산하기 전에 기체 구성을 알아야 한다. 다른 방법으로, Z를 일정한 온도에서 압력의 함수로 표시하는 일반화된 압축률 차트에서 특정 기체에 대한 압축인자를 읽을 수 있다.

## 같이 보기
- 퓨가시티
- 실제 기체
- 대응 상태의 법칙
- 반데르발스 상태 방정식